# Bolbocerastes peninsularis
Bolbocerastes peninsularis är en skalbaggsart som beskrevs av Schaeffer 1906. Bolbocerastes peninsularis ingår i släktet Bolbocerastes och familjen Bolboceratidae. Inga underarter finns listade.